# Atomosia xanthopus
Atomosia xanthopus är en tvåvingeart som först beskrevs av Christian Rudolph Wilhelm Wiedemann 1828.  Atomosia xanthopus ingår i släktet Atomosia och familjen rovflugor. Inga underarter finns listade i Catalogue of Life.